# ハゲチメドリ属
ハゲチメドリ属（ハゲチメドリぞく、学名 Picathartes）は、鳥類スズメ目ハゲチメドリ科 Picathartidae の唯一の属である。

## 特徴
西アフリカに生息する。
全長33–38cm。
熱帯雨林の地上で暮らし、甲虫・ムカデ類・カタツムリ・トカゲなどを捕食する。

## 系統と分類
系統樹は Irestedt & Ohlson (2008); Jønsson & Fjeldså (2007)より。
|  | ハゲチメドリ属 Picathartes                                                               |
|  |                                                                                          |
|  | \| \| アカイワトビヒタキ属 Chaetops \| \| \| \| \| \| クイナチメドリ Eupetes \| \| \| \| |
|  |                                                                                          |
|  | アカイワトビヒタキ属 Chaetops                                                            |
|  |                                                                                          |
|  | クイナチメドリ Eupetes                                                                   |
|  |                                                                                          |

|  | アカイワトビヒタキ属 Chaetops |
|  |                               |
|  | クイナチメドリ Eupetes        |
|  |                               |

|  | ハゲチメドリ属 Picathartes                                                               |
|  |                                                                                          |
|  | \| \| アカイワトビヒタキ属 Chaetops \| \| \| \| \| \| クイナチメドリ Eupetes \| \| \| \| |
|  |                                                                                          |
|  | アカイワトビヒタキ属 Chaetops                                                            |
|  |                                                                                          |
|  | クイナチメドリ Eupetes                                                                   |
|  |                                                                                          |

|  | アカイワトビヒタキ属 Chaetops |
|  |                               |
|  | クイナチメドリ Eupetes        |
|  |                               |

ハゲチメドリ科はアカイワトビヒタキ属+クイナチメドリと姉妹群である。これらの3属はいずれも単型科を作る。これらからなる単系統はスズメ小目と姉妹群で、広義にはスズメ小目に含めることもある。

### 歴史
ハゲチメドリ属は Delacour (1946) により、ヒタキ科チメドリ亜科ハゲチメドリ族 Picathartini の唯一の属とされた。ただし当時のヒタキ科の亜科はのちの科に相当するので、チメドリ亜科ハゲチメドリ族はチメドリ科ハゲチメドリ亜科に相当する。独立したハゲチメドリ亜科  Picathartinae （ハゲチメドリ科に相当）とすることもあった。その一方で、カラス科 Coividae に近縁だとする説もあった。
Serle (1952) はハゲチメドリ属とクイナチメドリの類似を指摘したが、Sibley (1973) はそれらの類似は収斂だとした。
Sibley & Ahlquist (1990) は、当時ツグミ科とされていたアカイワトビヒタキ属がハゲチメドリ属に近縁だと考え、ハゲチメドリ科に含め、ハゲチメドリ科をカラス上科 Corvoidea に含めた。

## 種
- Picathartes gymnocephalus, White-necked Rockfowl, ハゲチメドリ
- Picathartes oreas, Grey-necked Rockfowl, ズアカハゲチメドリ